# Mary Elizabeth Flores
Mary Elizabeth « Lizzy » Flores Flake, née le 6 décembre 1973 à Tegucigalpa, est une avocate, diplomate et femme politique hondurienne. Elle est la fille de l'ancien président du Honduras Carlos Flores.
Le 25 janvier 2006, Mary Elizabeth Flores devient vice-présidente du Congrès national du Honduras, représentant le Parti libéral. De 2010 à 2022, elle est représentante permanente du Honduras auprès de l'Organisation des Nations unies.

## Biographie

### Jeunesse et formation
Mary Elizabeth Flores est la fille de Carlos Roberto Flores Facussé, président du Honduras de 1998 à 2002, et de Mary Flake, une Américaine épousée en 1973. Elle a un frère, Carlos David Flores Flake,.
Elle termine ses études secondaires à l'Escuela Americana de Tegucigalpa (ou American School of Tegucigalpa (en)) avant d'entrer ensuite à l'université d'État de Louisiane à Baton Rouge, aux États-Unis. Elle obtient en 1997 une licence en communication à l'université Loyola de La Nouvelle-Orléans en Louisiane. Elle est en outre diplômée en droit de l'université nationale autonome du Honduras en 2009.

### Carrière
De 1997 à 2006, Mary Elizabeth est journaliste dans le journal familial La Tribuna (es), fondé par ses grand-père et père en décembre 1976. Elle y rédige des articles, y tient une chronique pendant plus d'une décennie et crée la bande dessinée hebdomadaire Tribunito et la famille Tribuna, du nom du vendeur de journaux emblème du magazine.
En 2006, elle est élue représentante du Parti libéral au Congrès national avec le pourcentage de voix le plus élevé du pays. Peu après, elle devient la plus jeune personne et la première femme à occuper le poste de premier vice-président du Congrès national de la République du Honduras, fonction qu'elle occupe jusqu'en 2010.
En 2010, elle est nommée ambassadrice du Honduras auprès de l'Organisation des Nations unies et présente ses lettres de créance au secrétaire général Ban Ki-moon. Après le retour du Honduras à une pleine participation aux groupes régionaux, elle obtient l'accréditation du Groupe des États d'Amérique latine et des Caraïbes (GRULAC) et est élue à la 67e session vice-présidente de l'Assemblée générale des Nations unies.
En janvier 2014, son mandat de représentante permanente du Honduras à l'ONU est renouvelé par le président Juan Orlando Hernandez.
En 2016, Mary Elizabeth devient la présidente du Conseil exécutif de l'Association internationale des représentants permanents (IAPR) à New-York. En mai 2018, elle se porte candidate à la présidence de l'Assemblée générale de l'ONU, mandat d'un an attribué par rotation aux différents continents, mais est battue le 5 juin 2018 par la ministre des Affaires étrangères d'Équateur María Fernanda Espinosa,, qui devient la première femme d'Amérique latine (et la quatrième au monde) à assumer ce mandat.
En 2022, elle est remplacée par Carlos Aguilar Pineda.